# Molophilus (Molophilus) obediens
Molophilus (Molophilus) obediens is een tweevleugelige uit de familie steltmuggen (Limoniidae). De soort komt voor in het Neotropisch gebied.